# Pterostylis hispidula
Pterostylis hispidula là một loài thực vật có hoa trong họ Lan. Loài này được Fitzg. miêu tả khoa học đầu tiên năm 1880.